# Bernhard av Lippe-Biesterfeld
Prins Bernhard av Lippe-Biesterfeld (senare Prins Bernhard av Nederländerna), född den 29 juni 1911 i Jena, död den 1 december 2004 i Utrecht, var en tyskfödd nederländsk prins, gift med och prinsgemål till drottning Juliana av Nederländerna, far till Beatrix av Nederländerna och morfar till Willem Alexander av Nederländerna.
Bernhard tillhörde det tyska furstendömet Lippe-Biesterfeld och var brorson till den siste suveräne fursten av Lippe, Leopold IV. Från födseln hade han titeln greve av Biesterfeld; Hans farbror upphöjde honom till furstlig rang med titeln Durchlaucht 1916. Han studerade juridik och arbetade som verkställande sekreterare på IG Farbens kontor i Paris. År 1937 gifte han sig med prinsessan Juliana av Nederländerna och fick omedelbart titeln prins av Nederländerna med titeln kunglig höghet. När hans hustru tillträdde tronen 1948 blev han prinsgemål.
Bernhard var en tidig medlem av nazistpartiet (NSDAP) och tjänstgjorde som officer i Schutzstaffel. Han bytte politisk lojalitet till de allierade efter invasionen av Nederländerna. Fram till sin död förnekade Bernhard att han var medlem i NSDAP eller att han hade ett NSDAP-medlemskort. Han respekterades för sina prestationer som stridspilot och sin verksamhet som sambandsofficer och personlig assistent till sin svärmor, drottning Vilhelmina, under konflikten och för sitt arbete under återuppbyggnaden efter kriget. Under kriget var han en del av de allierades krigsplaneringsråd i London, och tjänstgjorde i begränsad utsträckning som hederschef i Royal Air Force (RAF), där han flög både jakt- och bombflygplan. Han var också hedersofficer i den nederländska armén och var observatör vid förhandlingarna om villkoren för de nazistiska styrkornas kapitulation i Nederländerna. Officiellt för bevisat mod, ledarskap och lojalitet under sina insatser under kriget utnämndes han till kommendör av den militära Vilhelmsorden, Nederländernas äldsta och högsta utmärkelse. Efter kriget utnämndes han till hedersmarskalk i RAF av drottning Elizabeth II. År 1969 tilldelades Bernhard storkorset (specialklassen) av Förbundsrepubliken Tysklands förtjänstorden. Han blev inblandad i den så kallade Lockheed-mutskandalen 1976 för att i hemlighet ha främjat försäljningen av deras flygplan och Northrops för pengar, och degraderades från alla sina militära funktioner med ett livslångt förbud mot att bära någon militär uniform.
Bernhard var med och grundade Världsnaturfonden (WWF) och blev dess första ordförande 1961. År 1970 grundade han, tillsammans med prins Philip, hertig av Edinburgh, och andra medarbetare, WWF:s finansiella fond "The 1001: A Nature Trust". År 1954 var han en av grundarna av den internationella Bilderberggruppen, som har träffats årligen sedan dess för att diskutera företagens globalisering och andra frågor som rör Europa och Nordamerika. Han tvingades avgå från båda grupperna efter att ha varit inblandad i Lockheeds mutskandal 1976.

## Biografi

### Barndom och utbildning
Bernhard föddes som Bernhard Leopold Friedrich Eberhard Julius Kurt Karl Gottfried Peter, Graf von Biesterfeld i Jena, Sachsen-Weimar-Eisenach, Kejsardömet Tyskland den 29 juni 1911, som äldste son till prins Bernhard av Lippe och hans hustru, baronessan Armgard von Sierstorpff-Cramm, medlem av en av de äldsta Niedersachsiska adelsfamiljerna, huset Cramm. Han var sonson till greve Ernst av Lippe-Biesterfeld, som var regent i Furstendömet Lippe fram till 1904, och var också brorson till furstendömets siste regent, furste Leopold IV av Lippe.
Enligt födelseattesten skedde födseln den 28 juni 1911 klockan 02.45. Bernhards mor har hela tiden antytt att detta var ett felaktigt uttalande. Han firade sin födelsedag hela sitt liv den 29 juni, det datum som angavs i hans naturaliserings- och vigselbevis. I sin biografi över Bernhard uppger Annejet van der Zijl att tjänstemannen på sjukhuset som gjorde uttalandet hade misstagit sig i fråga om datumet. Även om diskrepansen inte har klargjorts med säkerhet, var det vanligare med felaktigt daterade födelsenotiser vid den tiden. De hemförlossningar som var vanliga på den tiden anmäldes inte till magistraten förrän några dagar senare, vilket ibland ledde till felaktiga anteckningar. 
Den 1 juli skrev Bernhard den äldre till sin bror Leopold och bad honom bli gudfar till hans äldste son. "Om du", skrev han, "vill behaga oss, kommer han att få ditt namn som ett dubbelnamn." Leopold gick med på det och den 18 juli gav justitiedepartementet i Weimar tillstånd att flytta förnamnet Leopold två platser framåt, så att han den 27 oktober 1911 fick namnen Bernhard Leopold Friedrich Eberhard Julius Kurt Carl Gottfried Peter Graf von Biesterfeld. Hans efternamn Graf von Biesterfeld verkar ha varit inskrivet i födelseattesten med hans förnamn sedan den 30 juni 1911, något som inte är tillåtet. Den 27 oktober 1911 rättades saker och ting officiellt till.
Eftersom hans föräldrars äktenskap inte överensstämde med äktenskapslagarna i huset Lippe, ansågs det till en början vara morganatiskt, eftersom Armgard inte tillhörde någon av de styrande familjerna i Europa, fick Bernhard endast titeln greve av Biesterfeld vid födseln. Han och hans bror kunde bara ärva den lippiskanska tronen om hela det regerande huset dog ut. År 1916 upphöjde hans farbror Leopold IV honom och hans mor till prins och prinsessa av Lippe-Biesterfeld, och därmed retroaktivt deras föräldrars äktenskapsdynastistatus. Suffixet Biesterfeld återupplivade början på en ny kadettgren av huset Lippe.

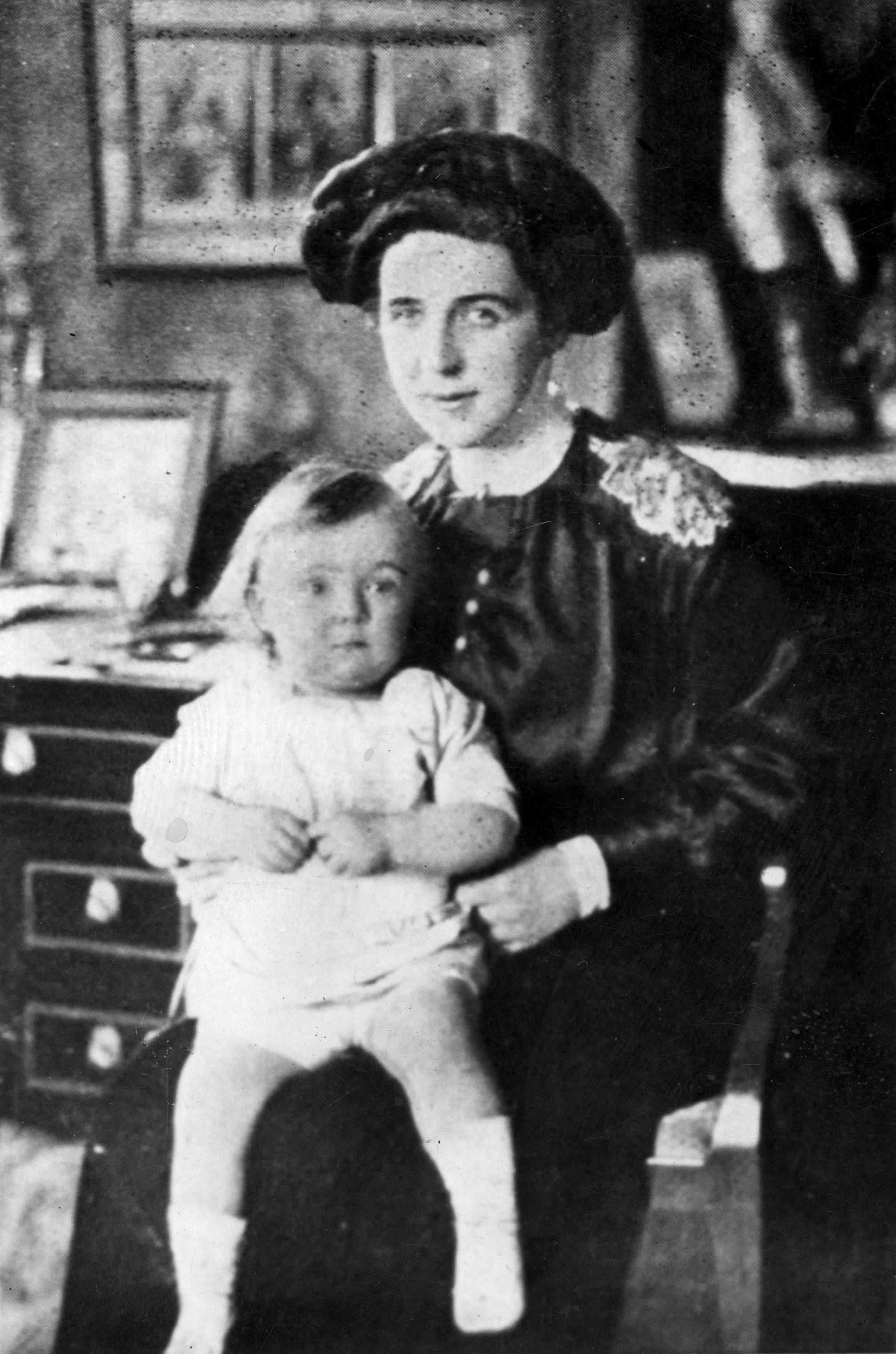
Prins Bernhard som 1-åring tillsammans med modern prinsessan Armgard von Cramm, 1912.

Efter första världskriget förlorade Bernhards familj sitt tyska furstendöme och de inkomster som hade följt med det, men familjen var fortfarande relativt välbärgad. Bernhard tillbringade sina första år på slottet Reckenwalde (Wojnowo, Polen), familjens nya gods i östra Brandenburg, tre mil öster om floden Oder. Han undervisades privat och fick sin tidiga utbildning i hemmet. När han var tolv år skickades han till gymnasiet i Züllichau (Sulechów). Flera år senare skickades han till ett gymnasium i Berlin, där han tog examen 1929.
Bernhard led av dålig hälsa redan som pojke. Läkarna förutspådde att han inte skulle leva särskilt länge. Denna förutsägelse kan ha inspirerat Bernhards vårdslösa livsföring och de risker han tog under andra världskriget och därefter. Under sin vistelse i Berlin utvecklade han en svaghet för snabba bilar, ridning och safaris. Han var nära att dö i en båtolycka och i en flygolycka. I en bilolycka i 160 kilometer i timmen fick han en fraktur på halskotorna och revbenen. Han förstörde flera bilar och flygplan under sin livstid.
Bernhard studerade juridik vid universitetet i Lausanne hösten 1929 fram till våren 1930, därefter i Berlin, sedan i München följande år 1931 och sedan åter i Berlin. I München skrev Bernhard in sig den 24 oktober 1930. Van der Zijl betonar också att Ludwig-Maximilians-Universität var ökänt för att vara högerextremt, bland annat genom att man skickade iväg Albert Einstein som föreläsare på tjugotalet och genom att alla judiska sällskap tidigt förbjöds. Hon karakteriserar staden München som födelseplatsen för NSDAP. Tillbaka i Berlin på Friedrich-Wilhelms-Universität i oktober 1931 efter en allvarlig sjukdom, kunde han också hänge sig åt sin smak för snabba bilar, ridning och jaktsafari på storvilt. Han var nära att dö i en båtolycka och i en flygolycka. (Han drabbades senare av en bruten nacke och krossade revben i en bilolycka i 160 km/h efter sitt giftermål med prinsessan Juliana 1938). Bernhard var en aktiv medlem i Motor-SA och i Deutsche Studentenschaft, där han skrev in sig den 27 april 1933.
Medan han studerade vid universitetet i Berlin 1933 gick Bernhard med i nazistpartiet, vilket på hans medlemskort var exakt daterat till den 1 maj 1933. Han skrev också in sig i Sturmabteilung (SA) och uppgav för sin levnadstecknare Sefton Delmer att ett sådant medlemskap var nödvändigt för att registrera sig för examina – men Van der Zijl påpekar att det inte fanns några officiella examina vid detta universitet förrän 1935.
Bernhard lämnade Berlin i december 1934 då han tog examen och började arbeta för IG Farben, som då var världens fjärde största företag. Redan 1932 hade de sponsrat Hitlers valkampanjer. (Det finns kvar idag som BASF, AGFA och Bayer AG). Han gick med i statistikavdelningen vid IG Farbens Berlin N.W. 7-avdelning, det huvudsakliga nazistiska spionagecentret utomlands (känt som VOWI) som utvecklades till Wehrmachts ekonomiska underrättelsegren. Han bodde hos greve Paul von Kotzebue (1884–1966), en rysk adelsman i exil av tysk härkomst, och dennes hustru Allene Tew, som var född i USA. Efter utbildningen blev Bernhard 1935 sekreterare i styrelsen för Pariskontoret.

### Förlovning
Julianas mor, drottning Vilhelmina, hade tillbringat större delen av 1930-talet med att leta efter en lämplig make till sin dotter. Formellt uppfyllde Bernhard profilen för den kandidat man letade efter på grund av hans befordran till prins och tillträde till Lippes kungahus 1916. En kandidat var tvungen att vara adlig och vara en del av ett kungahus som styrde fram till åtminstone 1918. I jakten på en friare till Juliana använde sig Vilhelmina av Almanach de Gotha. Bernhard stod i den finare delen av Gotha. Bernhards familj hade goda kontakter med familjen von der Goltz, som tillhörde den tyske exkejsarens följe i Doorn. År 1935 besökte Bernhard den tyske exkejsaren och hans hustru Hermine Reuss i Nederländerna minst två gånger.

De nyförlovade 1936.

I november 1935 besökte han tillsammans med fru von der Goltz det nederländska sändebudet i Paris, John Loudon. Han frågade Loudon hur han kunde bli presenterad för Vilhelmina och Juliana. Han fick information från sin moster Anna att Juliana och Vilhelmina planerade att besöka de olympiska vinterspelen 1936 i Garmisch-Partenkirchen och att de skulle bo på andra sidan gränsen i Österrike. Bernhard reste genast till Garmisch-Partenkirchen och den 11 februari 1936 besökte han Juliana och Vilhelmina i Igls, Österrike, under förevändning att hans far kände Julianas far prins Henrik av Mecklenburg-Schwerin. Bernhard fick ett introduktionsbrev genom fru von der Goltz. Samtalen fördes på franska.
Prinsen var omtyckt av Juliana såväl som av sin mor och hovet som hade rest med henne. Vilhelmina inhämtade då information från tyska familjemedlemmar och den holländska ambassaden i Berlin. Hermine Reuss stödde Bernhard och bad Vilhelminas svärföräldrar att ge ett positivt råd. Även om inte alla råd visade sig vara positiva, bestämde sig Vilhelmina för att fortsätta med Bernhard. Som protestant av kunglig rang (huset Lippe var ett suveränt hus i det tyska riket) ansågs Bernhard acceptabel för den djupt religiösa Vilhelmina. De var avlägset släkt, kusiner i sjunde led, som båda härstammade från prins Lebrecht av Anhalt-Zeitz-Hoym.
Efteråt träffades den holländska kronprinsessan och Bernhard vid påsk och pingst i Het Loo-palatset. Följande möte ägde rum den 11 juli, även det i palatset Het Loo. Bernhard frågade då om Juliana ville gifta sig med honom - förgäves. Juliana tyckte att de hade känt varandra för lite. Ett nytt möte arrangerades i Schweiz en månad senare för att komma överens om äktenskapskontraktet. Juliana gick med på en förlovning den 15 augusti. Detta hölls hemligt och man kom överens om att Bernhard skulle komma till Nederländerna för att lära känna det nederländska språket och kulturen under tre månader. Juliana och Bernhard skulle då få möjlighet att lära känna varandra bättre. Om paret inte hade ändrat sig vid det laget skulle förlovningen tillkännages för världen i slutet av det året.
Flera holländska tidningar publicerade dock ett foto av Juliana i sällskap med Bernhard den 20 augusti och ryktesmaskinen kom igång. Vilhelmina kände sig tvungen att tidigarelägga tillkännagivandet av förlovningen avsevärt och den 8 september 1936 eklaterades förlovningen. Totalt hade Juliana och Bernhard träffats i ungefär fjorton dagar, fördelat på fem möten. Engagemanget ledde till en våg av glädje i Nederländerna, som dominerades av en ekonomisk kris. Inom en vecka efter förlovningen uppkallades en aveny i Vlaardingerambacht efter prinsen. Den 17 november 1936, strax före sin slutliga avresa till Nederländerna, gjorde Bernhard ett kort artighetsbesök hos Adolf Hitler, som vid detta tillfälle gav Bernhard intrycket att prinsens giftermål med den blivande holländska drottningen var ett tecken på alliansen mellan de två staterna. Det holländska sändebudet i Berlin följde dock med honom.
Strax före sitt giftermål hade han tagit emot SS-officeren Langenheim i det holländska kungliga palatset och i ett samtal berättat för honom om sin bedömning av den politiska situationen i Nederländerna och det nederländska nationalsocialistiska partiets roll. Allt detta rapporterades i detalj till den senare tyske utrikesministern Joachim von Ribbentrop. Huruvida detta var ett svek mot nederländska intressen eller inte blev senare föremål för offentlig debatt.

### Giftermål och barn

Bröllopsfoto med från vänster prinsessan Armgard, prinsessan Juliana, prins Bernhard och drottning Vilhelmina.

Vilhelmina lämnade inget åt slumpen och lät sina jurister utarbeta ett mycket detaljerat äktenskapsförord där det angavs exakt vad Bernhard fick och inte fick göra. Den borgerliga vigseln ägde rum den 7 januari 1937 i Haag och välsignades samma dag i Sint-Jacobskerks grote där. Tidigare hade Bernhard beviljats nederländskt medborgarskap och ändrat stavningen av sina namn från tyska till nederländska. Han titulerades tidigare Serene Highness, men blev nu kunglig höghet enligt nederländsk lag. Hans lämplighet som gemål till den blivande drottningen skulle senare bli föremål för en omfattande offentlig debatt. Han fick också en plats i statsrådet, det högsta rådgivande organet i Nederländerna.
Äktenskapet ledde till en diplomatisk incident med Nazityskland som spelades upp på högsta nivå. Anledningen var närvaron av nazistiska symboler vid en galakonsert den 5 januari 1937. Dessförinnan var det en del incidenter fram och tillbaka. Avsaknaden av nazistiska symboler vid en fotbollsmatch i Haag mellan ett tyskt och ett nederländskt lag kritiserades högt av den tyska pressen. En rapport från ANP om att Bernhard betraktade sig själv som holländare och att endast den nederländska nationalsången fick spelas under festligheterna, väckte också tyskt missnöje. Propagandaminister Joseph Goebbels fick fria händer av Adolf Hitler att starta en medieoffensiv. De tyska familjemedlemmar som ville resa till Nederländerna för att gifta sig berövades sina pass. Eftersom Bernhard skickade ett diplomatiskt formulerat brev till Hitler, som ringdes per telefon, och den holländska regeringen bad om ursäkt och förklarade att Bernhard var missförstådd, lugnade humöret ner sig. De tyska familjemedlemmarna kunde fortfarande komma till bröllopet.
Under festen var man tvungen att spela den tyska nationalsången, inklusive Horst-Wessel-Lied, för att förhindra ytterligare problem. Horst Wessel hade varit en del av den tyska nationalsången sedan 1933. De tyska gästerna sjöng med och gjorde Hitlerhälsning. De gjorde också det senare när de spelade Wilhelmus. Dirigenten Peter van Anrooy vägrade, precis som 25 orkestermedlemmar, att spela Horst Wessel. De ersattes av dirigenten och orkestermedlemmarna i det kungliga militärkapellet på order av styrelsen för Residentie Orchestra att spela den tyska nationalsången. Detta gjordes på grundval av en kommuniké från regeringen om hur nationalsångerna skulle spelas. Från socialdemokratisk och kommunistisk sida förekom protester innan Horst Wessel-sången spelades. Goebbels såg händelseförloppet som en seger.
Äktenskapet satte omedelbart stopp för familjens stora ekonomiska problem. Bernhards far hade dött strax innan, hans föräldrahem visade sig vara i mycket dåligt skick och det fanns stora bolåneskulder. Bernhard fick ett årligt bidrag på 200 000 gulden från statskassan, dubbelt så mycket som Julianas far hade fått årligen från hennes mor. Dessutom fick han 200 000 gulden av Vilhelmina för att finansiera de nödvändiga reparationerna av sitt föräldrahem. Hans svärmor gav honom en Maybach med en Erdmann & Rossi-kaross, en lyxbil som kostade cirka 20 000 gulden. År 1939 utnämndes han till adjutant av Vilhelmina.

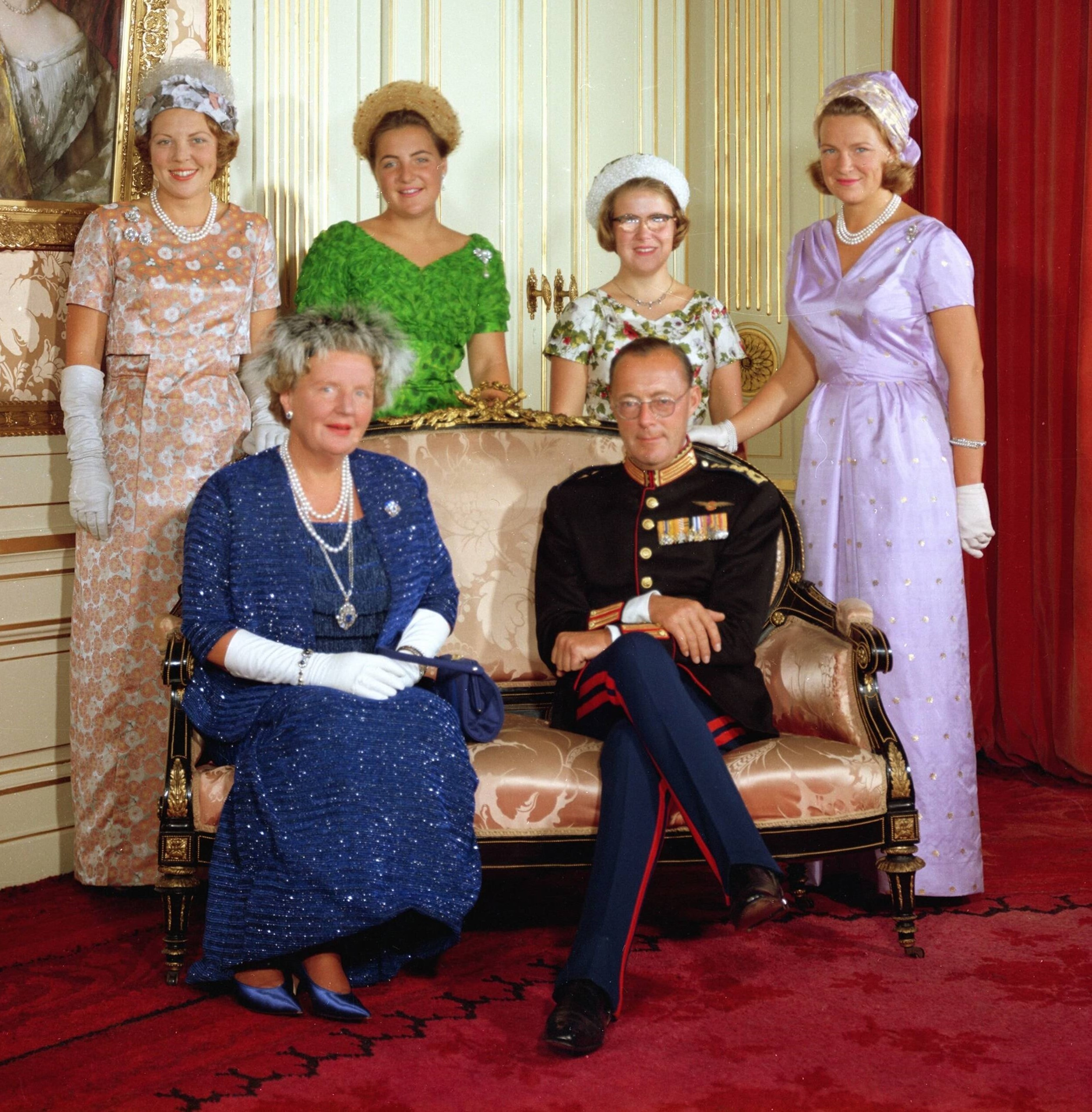
Drottning Juliana och prins Bernhard med döttrarna Beatrix, Margriet, Christina och Irene, 1963.

Prins Bernhard blev far till sex barn, varav fyra med drottning Juliana. Den äldsta dottern är Beatrix (född 1938), som senare blev drottning av Nederländerna. Hans övriga döttrar med Juliana är Irene (född 1939), Margriet (född 1943) och Christina (1947–2019).
Han hade två "naturliga", eller utomäktenskapliga, döttrar. Den första är Alicia von Bielefeld (född i San Francisco den 21 juni 1952). von Bielefeld har utbildat sig till landskapsarkitekt och bor i USA. Hans sjätte dotter Alexia Grinda (alias Alexia Lejeune eller Alexia Grinda-Lejeune, född i Paris den 10 juli 1967) är hans barn med Hélène Grinda, en fransk societetslejon och fotomodell. Även om ryktena om dessa två barn redan var utbredda, blev deras status som hans döttrar officiell efter hans död. I december 2004 hävdade den nederländske historikern Cees Fasseur att Jonathan Aitken, tidigare brittisk konservativ minister, också är ett barn till prins Bernhard, ett resultat av hans krigsaffär med Penelope Maffey.

### 1930-talet: Relation med nazistpartiet
Prins Bernhard var medlem av "Reiter-SS", en beriden enhet inom SS, en del av Nationalsocialistiska Motorkåren. Historikern Flip Maarschalkerweerd upptäckte ett medlemsarkiv från NSDAP som visade att han hade varit medlem i NSDAP, även känt som nazistpartiet från april 1933 till juni 1934 och igen från november 1934 till januari 1937. Hans medlemskort för nazistpartiet hittades i hans tillhörigheter efter hans död. Bernhard förnekade att han varit en avlönad eller aktiv medlem av nazistpartiet under hela sitt liv, även om han erkände att han var en del av rörelsen som en del av Sturmabteilung. Han hävdade att det var nödvändigt för honom att vara medlem i denna organisation som student vid universitetet. Han hävdade också att han hade brutit alla band till den styrande nazistregimen 1937 när han gifte sig med prinsessan Juliana. I intervjuer hävdade han att hans bror Aschwin var en riktig nazist på den tiden, men att han bara var nazist på pappret.
Prinsen förnekade senare att han tillhört SA, Reiter-SS (SS Kavallerikåren) och NSKK, men dessa är väldokumenterade medlemskap. Även om han inte var en stark förkämpe för demokrati, var prinsen aldrig känd för att ha några radikala politiska åsikter eller uttrycka några rasistiska åsikter, även om han medgav att han under en kort tid hade sympatiserat med Adolf Hitlers regim. van der Zijl visar tydligt att Bernhard gång på gång fabulerar med sitt medlemskap och andra aktiviteter, för att förstärka sin efterkrigshållning att han aldrig frivilligt skulle ha gått med i någon nazistisk organisation. I oktober 2023 upptäcktes Bernhards ursprungliga NSDAP-medlemskort i hans gamla bostad i Tyskland. År 1937 skrev Bernhard också två brev till Adolf Hitler. I dem bad han Hitler att vidta åtgärder mot negativa pressrapporter om honom.
Under andra världskriget betraktades Bernhard som en förrädare av tyskarna som en före detta SS-medlem som nu stod på de allierades sida. Otto Skorzeny rapporterade i sina memoarer att han och hans män sköt mot porträtt av prinsen med pistoler när de hittade dem under ockupationen av Nederländerna.
Olika författare, som historikern Gerald Aalders, anser att ryktena om att Bernhard skrev ett Ståthållarbrev under kriget är trovärdiga. År 1942 ska Bernhard ha erbjudit Adolf Hitler att ta på sig rollen som ståthållare i Nederländerna. I detta syfte bör den tyska ockupationen av Nederländerna, i samråd med Storbritannien, upphöra. Detta brev hittades dock aldrig, och det finns inga andra bevis för dess existens.

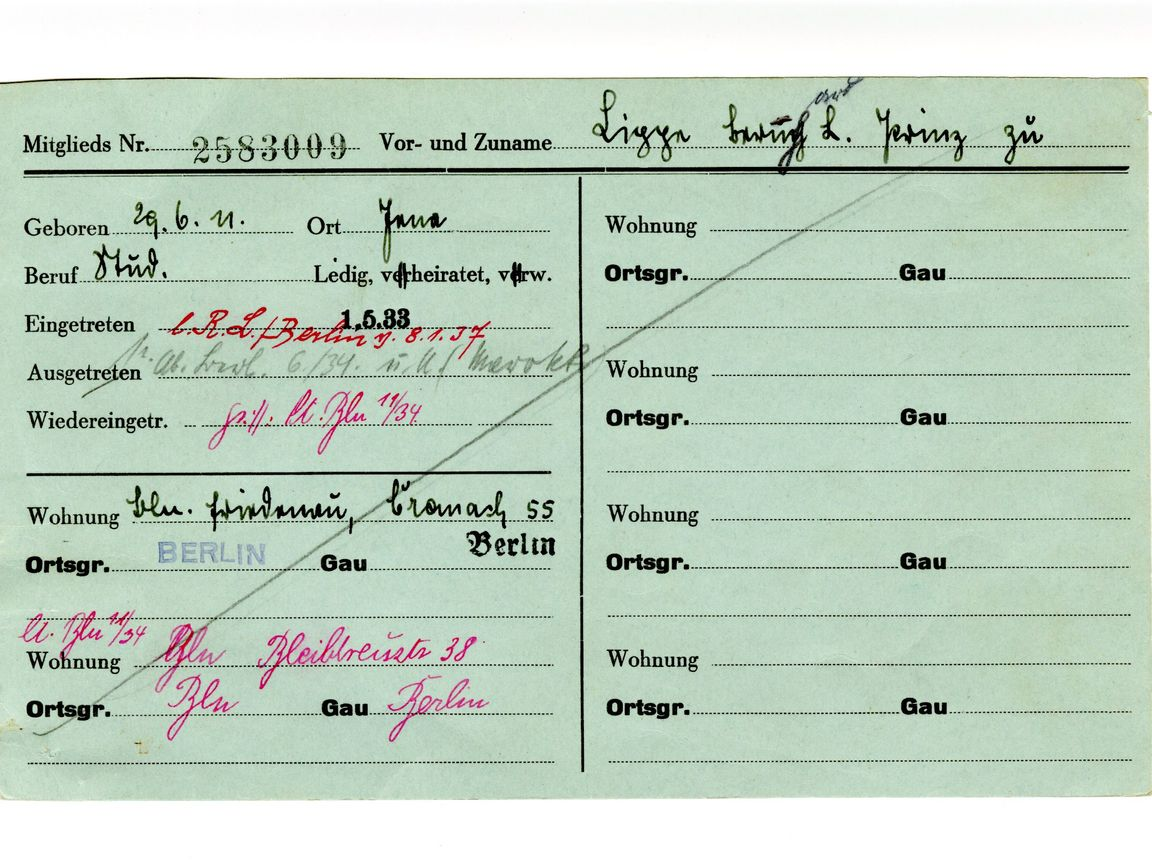
Framsidan av det ursprungliga NSDAP-medlemskortet med namnet i Sütterlinskrift: Lippe Biesterf B. Prinz zu, 1 maj 1933

Olika medlemmar av hans familj och vänner var allierade med nazisterna före andra världskriget, och ett antal av dem deltog i det kungliga bröllopet. Protokollet krävde att den blivande prinsgemålen skulle bjudas in till en audiens hos sin statschef, som var Adolf Hitler. Hitler redogjorde för det samtal han hade med Bernhard i sin Tischgespräche (Bordssamtal). Boken var en samling monologer, kommentarer och tal som Hitler höll under lunch eller middag till dem han hade bjudit in. I dessa anteckningar uppges Hitler ha sagt att Bernhard närmade sig honom, strax efter nazistregimens början, med ett erbjudande om stöd för att öka det tyska inflytandet i Nederländerna.
När Bernhard i en intervju 2004 fick frågan varför han bytte sida och började strida mot sitt hemland Tyskland, svarade han att han inte trodde att Hitler och hans regim inte hade några planer på att invadera Nederländerna. När väl Tyskland anföll hans nya hemland Nederländerna 1940 förbyttes Bernhards känslor för sitt födelseland Tyskland i antagonism, och han hade inga problem med att kämpa mot Tyskland under resten av kriget.
År 2019 hittade chefen för kungahusets arkiv, Flip Maarschalkerweerd, det ursprungliga NSDAP-medlemskortet i Bernhards privata arkiv under inventeringsarbetet. Efter sin pensionering skrev han om detta i sin bok De achterblijvers. Het Hof na de vlucht van Wilhelmina 1940-1945 från 2023. Kortet hamnade i Bernhards personliga arkiv genom general Lucius D. Clay, den militära administratören av den amerikanska zonen i Tyskland strax efter andra världskriget. 1949 skickade han kortet till Bernhard. Den medföljande anteckningen finns också bevarad i Bernhards tidigare privata arkiv och innehåller texten på engelska: "Jag har förvarat detta i mitt kassaskåp under ett antal år. När jag var på väg att förstöra den tänkte jag att du har förtjänat rätten att förstöra den själv."

### Andra världskriget: Samarbete med holländsk motståndsrörelse, brittisk underrättelsetjänst och US Secret Service

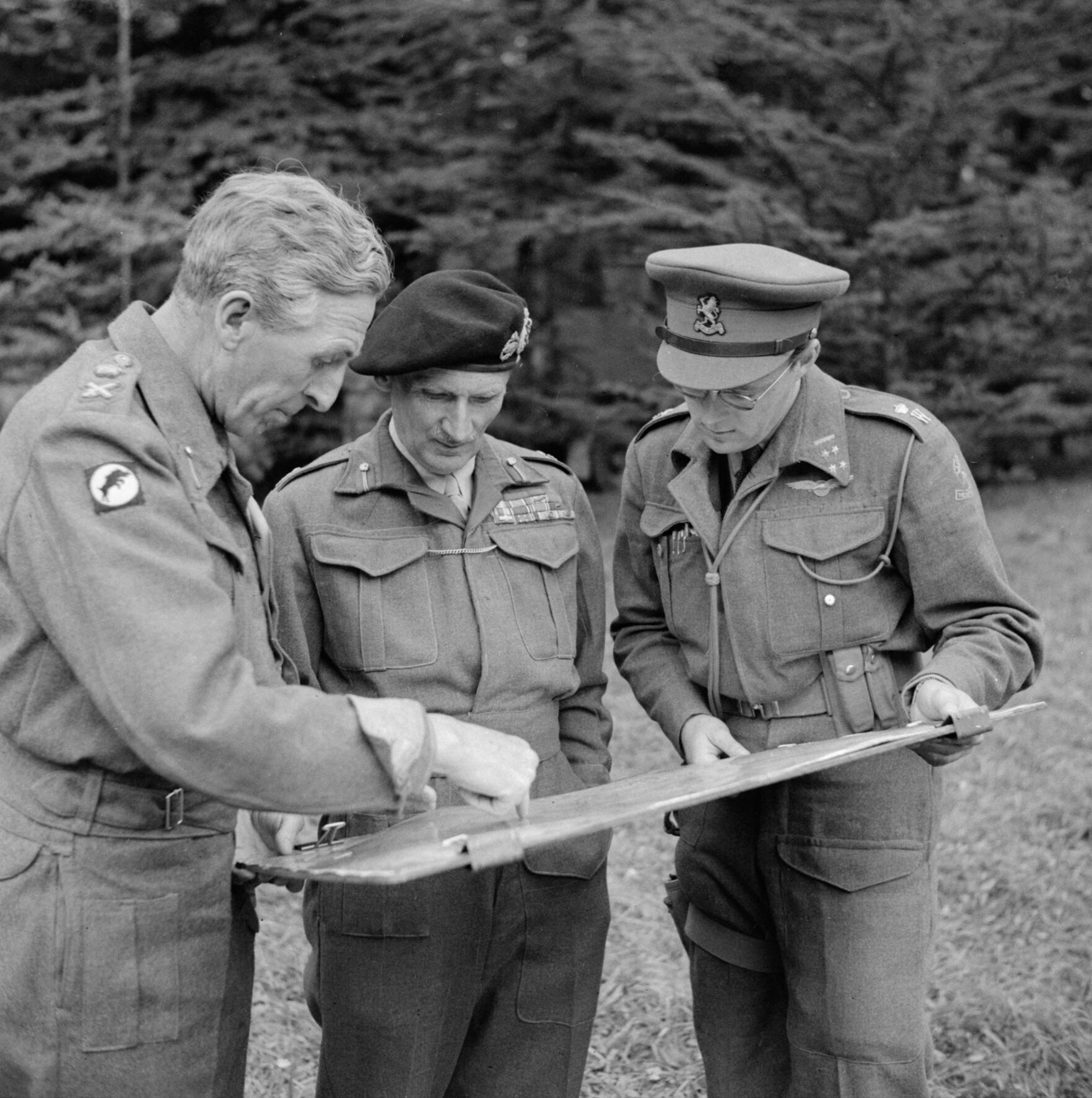
General Brian Horrocks, fältmarskalk Bernard Montgomery och prins Bernhard inför Operation Market Garden den 8 8eptember 1944

Den 10 maj 1940 invaderade Tyskland Nederländerna. Prins Bernhard, som bar ett maskingevär, organiserade palatsvakterna i en stridsgrupp och sköt mot tyska stridsflygplan. Några dagar senare flydde prinsen och hans familj till London sjövägen. Den 28-årige prinsen höll inte med om drottning Vilhelminas beslut att lämna kungariket och sägs först ha vägrat att resa och ha velat motsätta sig den tyska ockupationen inifrån landet. Men till slut gick han med på att följa med sin fru och blev chef för Royal Military Mission i London. Bernhard återvände snabbt till det ännu inte ockuperade Zeeland för en kort tid. Han gjorde sedan en resa till Paris, som ännu inte hade erövrats av tyskarna. Eftersom Juliana reste till Kanada med döttrarna Beatrix och Irene på kryssaren Sumatra, var han mestadels separerad från sin familj under resten av andra världskriget.
I England bad prins Bernhard att få arbeta inom den brittiska underrättelsetjänsten. Krigsamiralitetet, och senare general Eisenhowers allierade kommandokontor, misstrodde honom på grund av hans tyska ursprung för att ge honom tillgång till känslig underrättelseinformation. På rekommendation av Bernhards vän och beundrare kung Georg VI; Men eftersom han också var av tysk aristokratisk härkomst genom sin mor Mary av Teck, fick han tillgång till underrättelsetjänsten. Prins Bernhard undersöktes personligen av den brittiske underrättelseofficeren Ian Fleming på uppdrag av Winston Churchill. Efter att Flemings screening var positiv fick han arbete att göra i de allierades krigsplaneringsråd.
Ian Fleming, som personligen kände Bernhard från deras krigsinsatser och från luncher på Lincoln's Inn Hotel i London, baserade vissa drag av sin fiktiva karaktär James Bond på Bernhard. En av deras luncher förklaras i Andrew Lycetts biografi över Ian Fleming. Det resulterade faktiskt i en livshotande händelse, då entrén och en 200 år gammal trappa förstördes under nazisternas bombardemang av London. Ingen person skadades. Prins Bernhard sänkte sig sedan 20 fot ner till den nedersta delen av trappan som stod och sa sedan bestämt och med en blandning av holländsk/brittisk stil, som om ingenting hände: "Mycket trevlig afton!" Bernhards favoritdryck under mötet med Ian Fleming var en vodka martini, skakad, inte rörd. Bernhards favoritbil i London var en Bentley 4,5 liter, samma bil som Bond hade i Flemings första böcker. Han ägde också många Ferraris och flera Aston Martins och var känd som en mycket flamboyant personlighet.
Bernhard hade också en nära relation till amerikanerna under kriget, som fortsatte efter kriget i hans arbete som ordförande för Bilderberggruppen. Han arbetade med och fortsatte att vara vän med Walter Bedell Smith och Allen Dulles, som båda arbetade för den amerikanska armén under kriget och senare för CIA. Han kände de amerikanska presidenterna Roosevelt och Eisenhower. Bernhard blev också bekant med ambassadör Joseph Kennedy på grund av hans roll som förbindelselänk mellan Europa och USA, koppling till underrättelsetjänsten, multinationella företag och europeiska kungligheter.
"För Bernhard, prinsen av Nederländerna, var kriget en frustrerande historia. Han var född tysk, hade gift sig med drottning Vilhelminas enda barn prinsessan Juliana, och i sinom tid gjorde han en medveten och meningsfull övergång av lojalitet till sitt nya hemland. På grund av detta, och med tanke på de tvivel som hans bakgrund till en början väckte hos en del britter, längtade han mer än någon annan efter en chans att komma åt Hollands angripare." Erik Hazelhoff Roelfzema aka "Soldaten från Oranien", dekorerad krigshjälte.

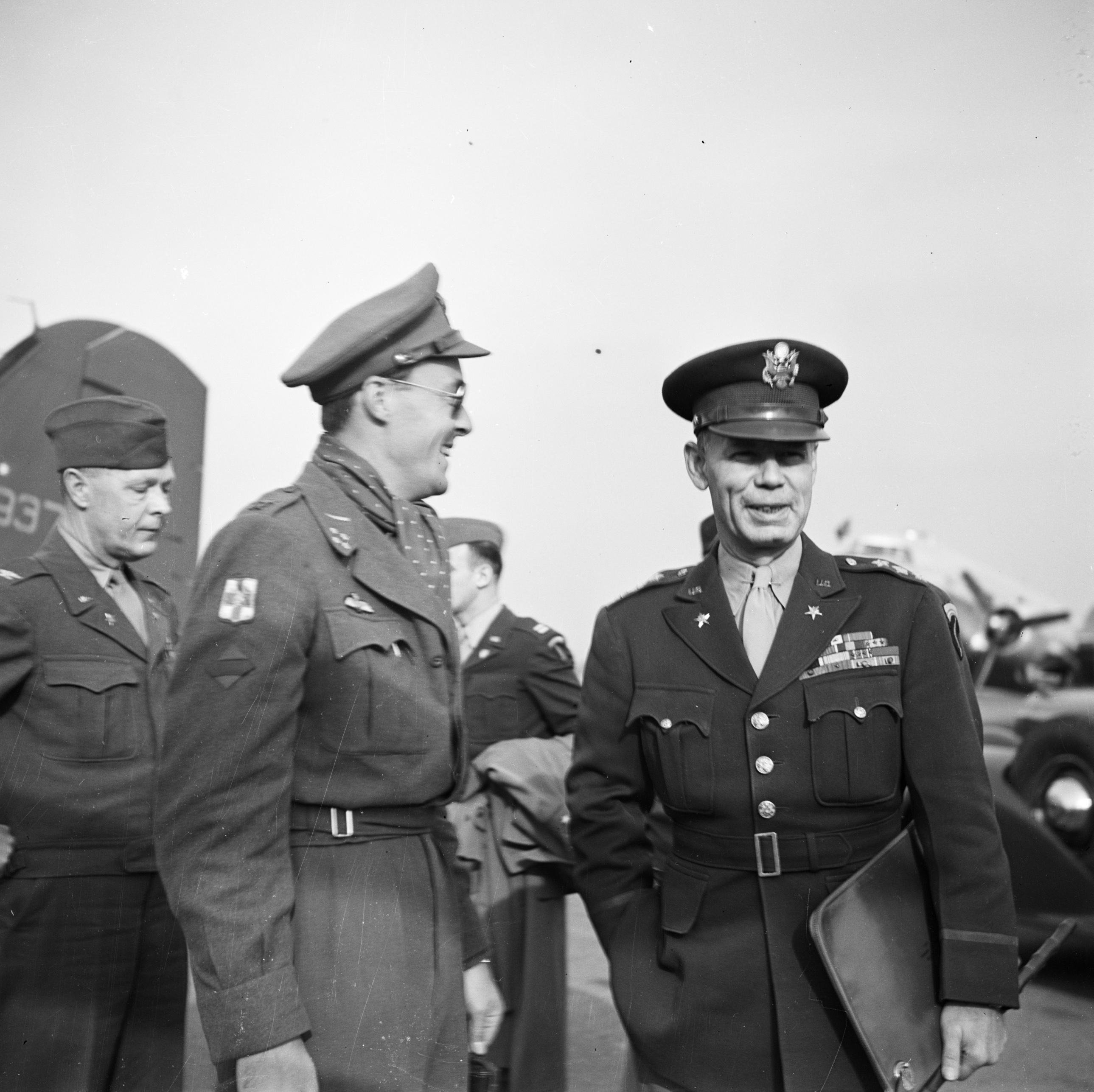
Prins Bernhard och general Bedell Smith, som var general Eisenhowers stabschef för de allierade styrkorna i Västeuropa 1945.

Den 25 juni 1940, tre dagar efter att Frankrike fallit för den tyska krigsmaskinen, talade Bernhard i BBC:s utrikestjänst. Han kallade Hitler för en tysk tyrann och uttryckte sin tillförsikt om att Storbritannien skulle besegra Tredje riket. Hösten 1940 gav flyglöjtnant Murray Payne prinsen instruktioner i att flyga en Spitfire. Prinsen gjorde 1 000 flygtimmar i en Spitfire med RAF:s No. 322 (Dutch) Squadron RAF, och förstörde två plan under landningar. Han förblev en aktiv pilot under hela sitt liv och flög sitt sista flygplan 53 år senare, med sitt barnbarn och tronarvinge, som ärvde hans passion för flygning. Även om han senare låtsades att det hade funnits en karriär som krigspilot, finns det bara ett dokumenterat fall av en flygning över fiendens territorium, nämligen den 21 juni 1944 över norra Frankrike. För att få följa med säger han att han mutade befälhavaren med en flaska whisky. För inköp av krigsmateriel inrättade prinsen den 10 augusti 1940 "Spitfire-fonden" (senare kallad Prins Bernhards fond). Han var ordförande från dess grundläggning. Den 13 november 1940 blev Bernhard chef för sambanden mellan de holländska och brittiska styrkorna. Han besökte regelbundet holländska soldater i England.
År 1941 fick prins Bernhard den ärofyllda graden Flottiljchef (Wing Commander) i Royal Air Force. Som "Wing Commander Gibbs (RAF)" flög prins Bernhard över det ockuperade Europa, attackerade V-1 avfyrningsramper i en B-24 Liberator, bombade Pisa och drabbade samman med ubåtar över Atlanten i en B-25 Mitchell och genomförde spaning över fiendens territorium i en L-5 Grasshopper. Prins Bernhard tilldelades det holländska flygarkorset för sin "förmåga och uthållighet" (nederländska: "bekwaamheid en volharding"). År 1941 befordrades han också till hederskommendör i flygvapnet.
Enligt rykten skulle prinsen ha avrått från Operation Market Garden, eftersom det skulle vara omöjligt för en stridsvagnsdivision att snabbt avancera från Nijmegen till Arnhem. Det är dock ytterst osannolikt att prinsen någonsin informerades i förväg om denna ultrahemliga operation, eftersom han inte hade någon formell position inom den allierade kommandostrukturen. De envisa ryktena om att spionen Christiaan Lindemans (alias King Kong) fick sin information om Operation Market Garden från Bernhards högkvarter är därför med största sannolikhet felaktiga.
Han var också med och organiserade den holländska motståndsrörelsen och fungerade som drottning Vilhelminas personliga sekreterare. Drottning Vilhelmina strök titeln "honorary" (de exakta orden var "à la suite") i dekretet som befordrade Bernhard till general. På detta grundlagsvidriga sätt gav hon den kunglige prinsen en status som varken parlamentet eller hennes ministrar hade avsett för honom. Försvarsministern valde att inte tillrättavisa monarken, och prinsen tog en aktiv och viktig roll i den nederländska försvarsmakten. År 1944 blev prins Bernhard befälhavare för den nederländska försvarsmakten. Efter befrielsen av Nederländerna återvände han med sin familj och blev aktiv i förhandlingarna om den tyska kapitulationen. Han var närvarande under förhandlingarna om vapenstillestånd och den tyska kapitulationen på Hotel de Wereld ("Världshotellet"), Wageningen i Nederländerna den 5 maj 1945, där han undvek att tala tyska. Prinsen var en äkta krigshjälte i de flesta holländares ögon. Han upprätthöll vänskapliga relationer med kommunisterna som kämpade mot nazisterna. Under efterkrigstiden fick han respekt för sitt arbete med att hjälpa till att återuppliva Nederländernas ekonomi.

### Efterkrigsroll

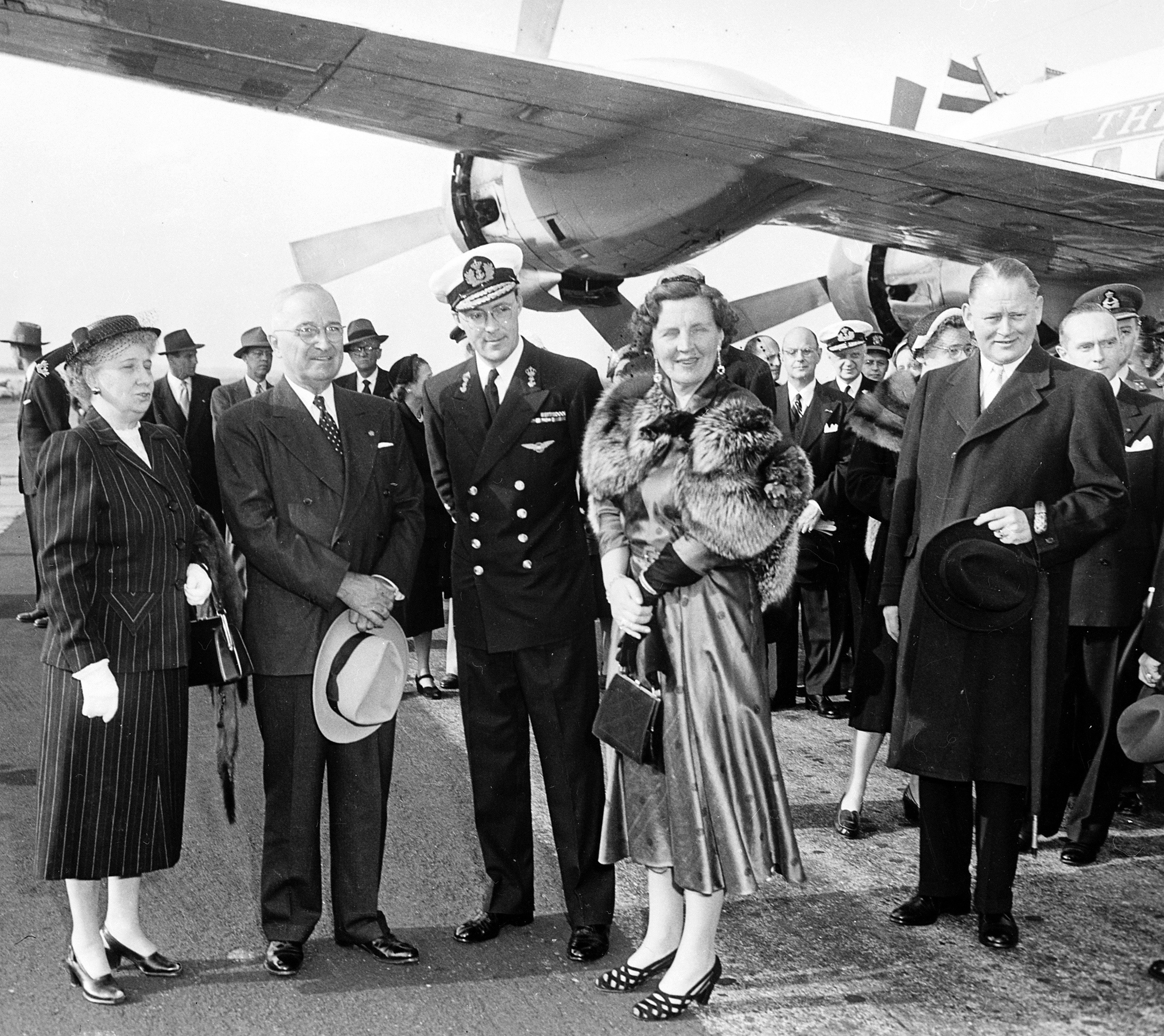
Drottning Juliana och prins Bernhard tillsammans med USA:s president Harry S. Truman och First Lady Bess Truman på Washington National Airport den 2 april 1952

Efter kriget inrättades tjänsten som generalinspektör för prinsen. Den 4 september 1948 abdikerade hans svärmor drottning Vilhelmina från tronen och Juliana blev drottning av Nederländerna med Bernhard som prinsgemål. Han blev medlem i styrelserna för Fokker Aircraft och KLM Royal Dutch Airlines, och inom några år hade han erbjudits att fungera som rådgivare eller icke-verkställande direktör för ett flertal företag och institutioner. Det har hävdats att KLM hjälpte nazister att lämna Tyskland för Argentina på KLM-flygningar medan Bernhard var styrelsemedlem. Efter en resa med drottning Juliana till USA 1952 hyllades prins Bernhard av media som en extraordinär affärsambassadör för Nederländerna.
Bernhard, som var en stor älskare av hästsport, fungerade som "chef d'équipe" för det nederländska ryttarlandslaget under de Olympiska sommarspelen 1952 i Helsingfors. Fyra år senare, när han var ordförande för FEI, såg han till att Alexis Pantchoulidzew, en av hans mors förtrogna, kunde delta för Nederländernas räkning i sommarspelen i Melbourne.
Åren 1961-1962 samrådde Bernhard med USA om frågan om Nya Guinea. I början av 1962 uppstod ytterligare spänningar mellan Nederländerna och Indonesien när skärmytslingar ägde rum på Nya Guinea mellan holländska soldater och indonesiska infiltratörer, vilket hotade att eskalera till krig. Hemliga överläggningar med USA som inleddes i april 1961 ledde dock till att delegationerna från Nederländerna och Indonesien under ledning av en amerikansk diplomat satt vid förhandlingsbordet i Huntlands hus i Middleburg, Virginia. Den 15 augusti 1962 undertecknades avtalet om Nya Guinea i rummet inför FN:s säkerhetsråd i New York. Enligt den nederländske journalisten Willem Oltmans var detta resultat till stor del Bernhards förtjänst.

### Bilderberggruppen
I början av 1951 kontaktade den polske diplomaten Józef Retinger prins Berhard med idén att skapa en internationell konferens mellan europeiska och amerikanska största inflytelserika personer för att skapa en bättre relation mellan Europa och USA. Detta ledde till ett informellt möte i Paris 1952 där de diskuterade idén med Paul Rijkens från Unilever, Paul van Zeeland, en av grundarna av EU och rådgivare till NATO och den belgiska regeringen, den pensionerade brittiske armégeneralen Colin Gubbins från den särskilda militära operationen, den franske före detta premiärministern Antoine Pinay, den danske konservative ledaren Ole Bjørn Kraft och fem andra politiska deltagare. Efter detta tog Bernhard kontakt med Walter Bedell Smith, CIA-chef och gammal krigsvän, för att få hjälp med att få fart på saker och ting i USA. Bedell Smith hjälpte gärna till att arrangera detta möte och fick med sig medieexperten C.D. Jackson i projektet. Även bankiren David Rockefeller hade en viktig roll i skapandet av Bilderberg. Slutligen i maj 1954 var Bernhard organisatör och ordförande för det första Bilderberggruppen och avgörande för att organisera ett möte på Bilderberg Hotel i Nederländerna för affärseliten och intellektuella i västvärlden för att diskutera de ekonomiska problemen inför vad de karaktäriserade som det växande hotet från kommunismen. Detta första möte var framgångsrikt, och det blev en årlig sammankomst känd som Bilderberggruppen. Idén om Europeiska unionen, som först föreslogs av Robert Schuman den 9 maj 1950, uppmuntrades av Bilderbergmötet.
Prins Bernhard var en mycket frispråkig person som ofta struntade i protokollet genom att kommentera ämnen som han kände djupt för. Nästan fram till sin sista dag efterlyste han ett större erkännande för de polska veteranerna från andra världskriget, som hade spelat en viktig roll i befrielsen av Nederländerna, men det var inte förrän efter hans död som den nederländska regeringen offentligt erkände den polska arméns viktiga roll i befrielsen, när den 31 maj 2006 Vid Binnenhof i Haag drottning Beatrix förlänade den polska 1:a oberoende fallskärmsbrigaden den militära Vilhelmorden, den högsta holländska militära utmärkelsen. Utmärkelsen bärs nu av den 6:e luftburna brigaden, som ärvde brigadens stridsutmärkelser.

### Världsnaturfondens första ordförande
Prins Bernhard var med och grundade WWF och var WWF:s första ordförande från grundandet 1961 till 1976. För att finansiera WWF skapade han 1001-klubben 1970. Det var en exklusiv klubb av medlemmar som hjälpte till att samla in 10 miljoner dollar till WWF, inklusive personer som Henry Ford, Gianni Agnelli och Alfred Heineken. Han var djupt involverad i skapandet av ett flertal naturreservat, bland annat Chitwans nationalpark i Nepal, tigerreservat i Indien, Biebrza nationalpark i Polen och Taï nationalpark i Elfenbenskusten.

### Vänskap, jetset och internationella kontakter
Prins Bernhard sågs som en jetsetande och karismatisk ambassadör för holländarna under återuppbyggnaden efter kriget. Han var välkänd för sin exklusiva bilsamling, som inkluderade specialutgåvor av Ferraris som hans vän Enzo Ferrari hade gjort för honom, och hans kärlek till racingtävlingar, som Formel 1. Han ägde 14 Ferraris. Berhard reste runt i världen. Han hade ett eget flygplan och hade licens att flyga, eftersom han hade varit en del av Royal Air Force under kriget. Efter kriget köpte han en Douglas C-47 Skytrain från den amerikanska armén och använde den som sitt personliga plan. Han reste till platser som Frankrike, Italien, Argentina, Afrika, England och USA där han hade många vänner på höga poster. Hans språkkunskaper inkluderade nederländska, tyska, franska, engelska och spanska. Prins Bernhard lär ha haft vänskap med flera högt uppsatta internationella personer. Bland dem fanns Nelson Mandela på grund av hans intresse för nationalparker och hans arbete för WWF, David Rockefeller som en av hans kollegor på Bilderberg, Mohammad Reza Shah Pahlavi, Eva Perón var en del av hans koppling till Argentina, Enzo Ferrari och Gianni Agnelli på grund av hans intresse för bilar och racing, Ian Fleming, Walter Bedell Smith och Allen Dulles på grund av hans tid i London under kriget där han arbetade med brittisk och amerikansk underrättelsetjänst och den holländska militären/motståndsrörelsen.

### Skandaler och rykten

#### Hofmans-affären
Prinsessan Marijke föddes blind på ett öga och med ett allvarligt ögonfel på det andra. Anledningen var att Juliana smittades med röda hund under graviditeten. Det fanns en rädsla för att prinsessan skulle bli blind även på det andra ögat och Bernhard introducerade då helbrägdagöraren Greet Hofmans, som ägnade sig åt healing och handpåläggning, för att hon skulle försöka bota ögonsjukdomen. Hofmans fick ett stort inflytande på Juliana och det kungliga äktenskapet utsattes för stora påfrestningar. I sina tal började Juliana ge uttryck för pacifistiska åsikter, vilket delvis kan ha varit ett resultat av hennes kontakter med Hofmans. Under nio år fungerade hon som förtrogen och rådgivare till drottning Juliana, och bodde ofta på slottet Soestdijk. Riktigt arg blev Bernhard först när Hofmans anklagade honom för att ha stulit pengar från Juliana.

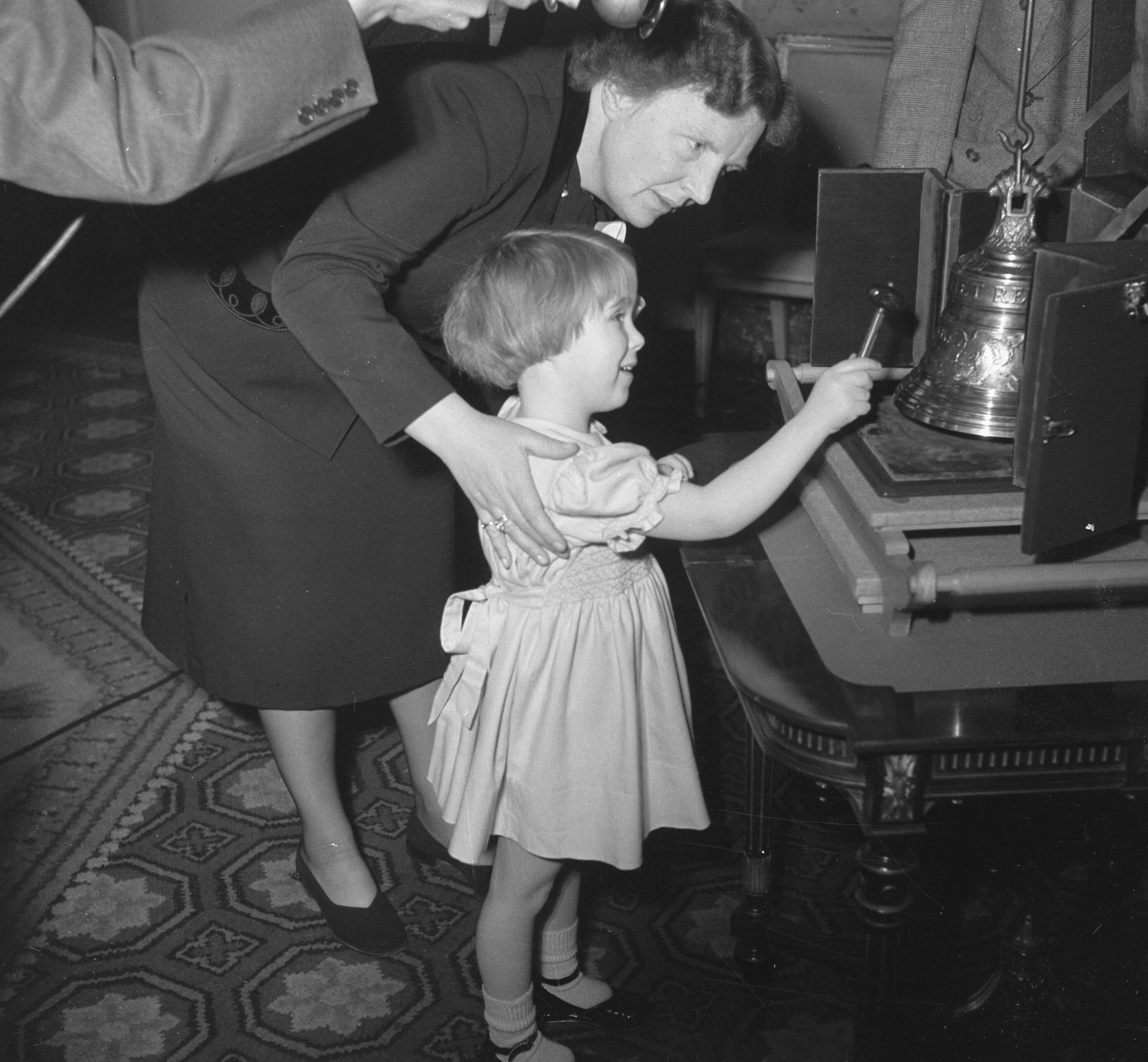
Prinsessan Christina med modern drottning Juliana 1952.

Oron var också stor i kabinettskretsar. Genom drottningens förbön fick Hofmans också till sig ett möte med premiärminister Drees, som blev höljd i dunkel efter Hofmans bortgång. Möjligen var det genom Hofmans förbön som en tvist uppstod mellan drottningen och prinsen om huruvida, och i så fall var, Bernhards mor prinsessan Armgard skulle kunna bosätta sig i Nederländerna. Sporrad av Hofmans inspirationer antydde monarken till och med en skilsmässa från den man vars utomäktenskapliga eskapader och ständiga utlandsresor (inklusive de som gjordes inom ramen för Bilderberggruppen grundad av Bernhard) också alltmer var en nagel i ögat på henne. Prinsen själv kände att han mer och mer förlorade sin hustru på grund av Hofmans inflytande.
Även om den nederländska pressen inte rapporterade särskilt mycket om frågan, skrevs det en hel del om Hofmansaffären utanför Nederländerna. Den 13 juni 1956 publicerades en artikel i den tyska tidskriften Der Spiegel med titeln "Zwischen Königin und Rasputin" – "mellan drottningen och hennes Rasputin". Den skildrade Hofmans på ett mindre smickrande sätt. Senare erkände Bernhard att han personligen hade tillhandahållit informationen till artikeln. Observatörer sade att han därmed hoppades att Hofmans skulle avlägsnas från hovet. Regeringen kände sig tvingad att ingripa och förbjöd distributionen av veckotidningen i Nederländerna. Inför de eskalerande spänningarna tillsatte premiärministern Willem Drees en kommitté bestående av "tre vise män" (äldre statsmän) för att ge råd till kungaparet. Hofmans förvisades, 
I slutrapporten rekommenderade kommittén att Juliana skulle bryta kontakten med Greet Hofmans, liksom olika allierade och anhängare som hade blivit framträdande inom det kungliga hushållet. Vidare var Bernhard tvungen att avstå från ytterligare kontakt med journalistvännen och i god tid informera Juliana om sina planerade resor, tal och all annan officiell verksamhet. Han fick inte längre ta emot personer om Juliana hade allvarliga invändningar mot dem, och han fick inte heller bjuda in inofficiella gäster till Soestdijk-palatset för att äta eller bo utan sin hustrus tillstånd.
År 2008 offentliggjordes rapporten om de "tre vise männen". Historikern Cees Fasseur använde sig av den i sin bok Juliana & Bernhard (2008); Dessutom hade drottning Beatrix gett honom tillgång till det privata kungliga arkivet. Han noterade att Bernhard fick en reprimand 1956 för att ha läckt konfidentiell information till den internationella pressen. Fasseur sade att Bernhard tog sin tillflykt till den internationella pressen först efter upprepade, desperata och ofta dramatiska vädjanden till sin hustru att ta avstånd från Hofmans grupp. Fasseur skrev:
"Bernard var uppenbarligen en frisinnad kille som självständigt skötte sina affärer. Men han var fortfarande i hög grad en familjefar. Jag fick en känsla av att han var den enda som såg att saker och ting höll på att gå helt överstyr och försökte rädda situationen så gott han kunde."
I december 2004 publicerade dagstidningen de Volkskrant en serie intervjuer med prinsen, baserade på nio samtal han haft sedan 2001 med sin vän, chefredaktören Pieter Broertjes och journalisten Jan Tromp, utan att regeringen eller hans familjemedlemmar visste om det. I intervjun avslöjade Bernhard för omvärlden att hans utomäktenskapliga dotter Alicia existerade och bekräftade de långvariga ryktena om dottern Alexia. Han gav ytterligare detaljer om fallet Greet Hofmans. När arkivhandlingar kring fallet Greet Hofmans offentliggjordes en dag senare visade det sig att prinsens åsikter inte helt stämde överens med fakta.

#### Prinsessan Armgard

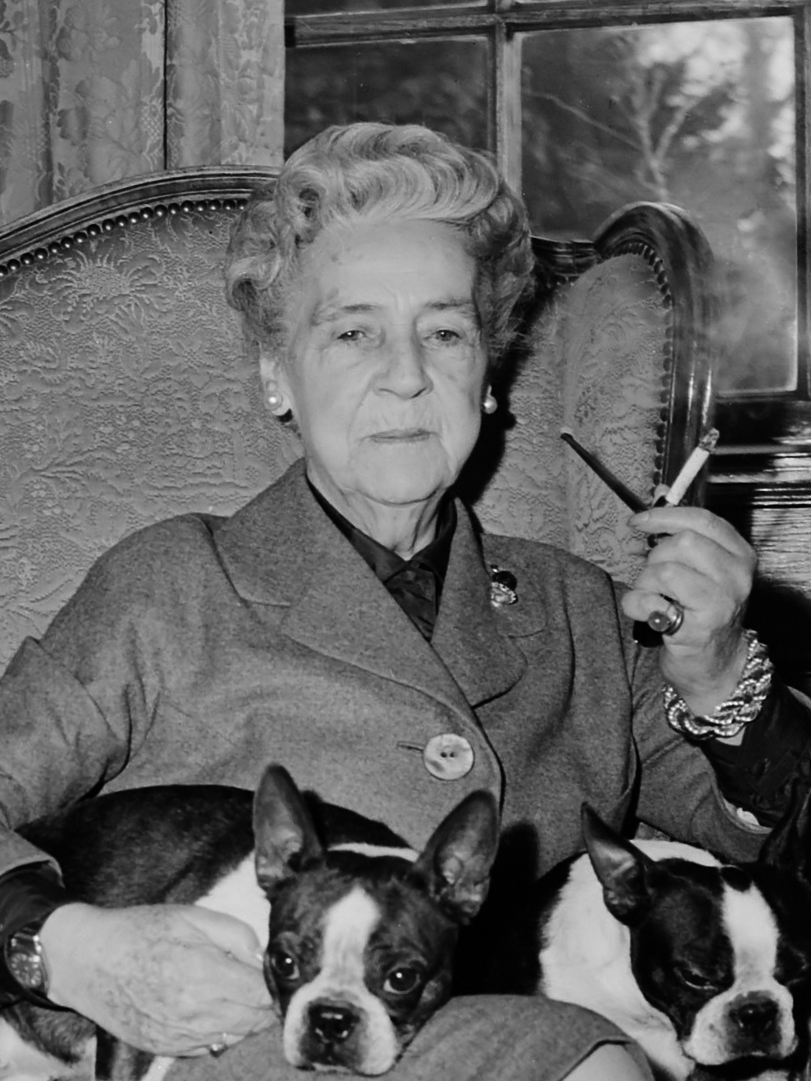
Prinsessan Armgard von Lippe-Biesterfeld, född baronessan von Cramm.

I slutet av 1951 rapporterade holländska medier att Bernhards mor, prinsessan Armgard, skulle bosätta sig i Nederländerna. Armgard hade bott i Bad Driburg fram till dess, men när hennes yngste son prins Aschwin bosatte sig i New York, där han blev intendent för den orientaliska avdelningen av Metropolitan Museum, ville hon bo närmare sin äldste son. Denna avsikt möttes av häftiga protester från Juliana, och även från hennes mor Vilhelmina, som ansåg att Nederländerna inte väntade på att en tysk prinsessa skulle anlända så snart efter andra världskriget. Juliana, å sin sida, föredrog att kontakten mellan hennes barn och hennes svärmor skulle bli närmare. Om Armgard skulle bosätta sig i närheten av Soestdijk (det talades om Hilversum ett tag) fruktade drottningen att Armgard skulle besöka palatset nästan dagligen. Juliana tyckte inte om en sådan regelbunden kontakt, särskilt som hennes svärmor hade konverterat till den romersk-katolska kyrkan det året, vilket traditionellt sett inte var till fördel för huset Oranien och definitivt inte för prinsessan Vilhelmina.
Juliana störde sig på Bernhards band till sin mamma. Hon klagade till Beel-kommittén: "Naturligtvis kan det finnas ett band, men inte en bindning". Armgard och Bernhard misstänkte att Greet Hofmans inflytande också spelade en stor roll här. De försvarade sig båda starkt mot Julianas ställning och relationerna inom det kungliga äktenskapet hårdnade. Det senare inte minst för att de äldsta barnen också ställde sig på sin fars sida. Till slut bad paret premiärminister Drees att medla. Efter hans medling bestämdes det att Armgard kunde bosätta sig i Nederländerna, förutsatt att det låg på ett betydande avstånd från Soestdijk. Armgard flyttade då in i slottet Warmelo i kommunen Diepenheim, som Bernhard hade köpt. Det kom till en ny konflikt med Juliana när Bernhard reste till England i juli 1955 med barnen och Armgard, men utan Juliana. Juliana skrev till Bernhard att hon ville skiljas. Bernhard åkte sedan på semester till Mallorca med sin sekreterare Kokkie Gilles, som hans barnbarn senare avslöjade att de hade en affär om, och hans mor och bror. På 1950-talet var det dock otänkbart att kungaparet faktiskt skulle skilja sig, i alla fall det var vad prins Bernhard räknade med. Konflikten intensifierades när Bernhard och hans mor gick till en audiens hos påven den 17 september 1955, utan att Juliana hade varit medveten om det.

#### Lockheedaffären

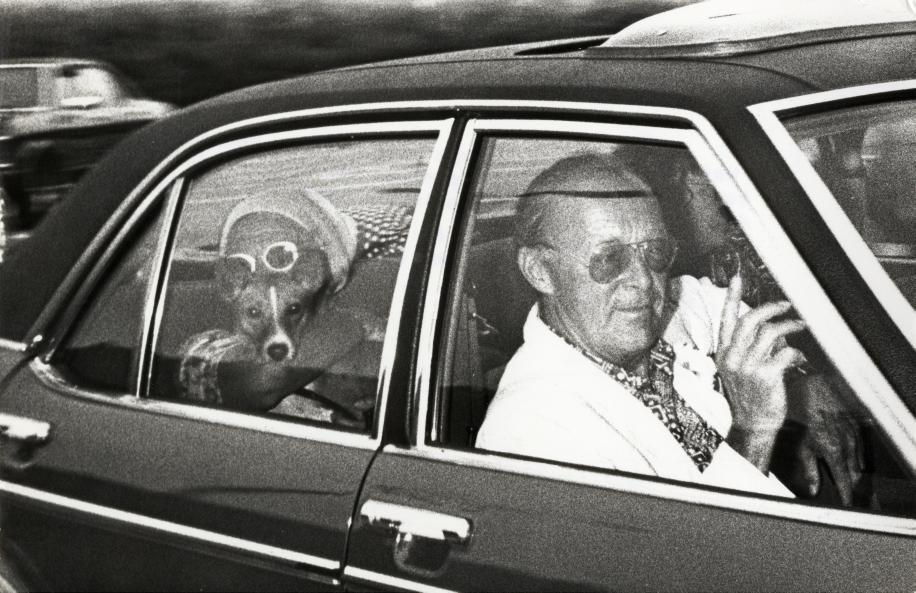
Drottning Juliana och prins Bernhard återvänder från Italien den 26 augusti 1976 till slottet Soestdijk eftersom premiärminister Joop den Uyl skulle tillkännage resultatet av tremannakommittén i det nederländska parlamentet. I bakgrunden drottning Juliana skymd av hunden Zara.

En skandal skakade kungafamiljen 1976 när pressen rapporterade att den amerikanska senaten undersökte möjliga mutor i affären mellan den amerikanska flygplanstillverkaren Lockheed och den holländska regeringens köp av stridsflygplan. Tidningarna avslöjades att en "mycket hög tjänsteman inom den holländska regeringen" skulle ha tagit emot pengar, vilket måste karakteriseras som mutor. Kort därefter meddelade premiärminister Joop den Uyl att denne "mycket höge ämbetsman" kunde syfta på prins Bernhard. Vid den tiden hade han suttit i mer än 300 företagsstyrelser och kommittéer över hela världen och hade lovordats i Nederländerna för sina insatser för att främja landets ekonomiska välstånd. Premiärminister den Uyl beordrade en utredning av Lockheed-affären. Prins Bernhard vägrade svara på reportrarnas frågor och sade: "Jag står över sådana saker".
En undersökningskommission bestående av tre medlemmar (Committee of Three) bekräftade att Lockheed hade överfört sammanlagt 1,1 miljoner US-dollar i mutor under åren 1960-1962 och 1968. Kommittén kunde dock inte entydigt slå fast att Bernhard verkligen fått pengarna. 1974 begärde Bernhard mutor på eget initiativ, men i slutändan överfördes ingenting. den Uyl sammanfattade kommitténs slutsats på följande sätt:
... att H.K.H., i övertygelsen om att hans ställning skulle vara oantastlig och att hans omdöme inte kunde påverkas, till en början alltför lättvindigt gick in i transaktioner som var avsedda att ge intryck av att han skulle vara känslig för mutor. Senare har han visat sig vara öppen för olämpliga önskningar och erbjudanden. Slutligen lät han sig frestas att ta helt oacceptabla initiativ som syftade till att framställa honom och den nederländska upphandlingspolitiken hos Lockheed - och, måste man nu tillägga, även hos andra - i tvivelaktig dager.
Den holländska och internationella pressen hade rubriker i flera månader. De tog också upp dokument om prins Bernhards medlemskap i Reiter SS och detaljer om hans många utomäktenskapliga affärer. De noterade att han hade köpt en lyxig lägenhet i Paris till sin älskarinna Hélène Grinda (barnbarn till Édouard Grinda), med vilken han hade dottern Alexia. Bernhard hade en äldre utomäktenskaplig dotter, Alicia, född i USA (med en tysk pilot som han träffade i Mexiko 1951).
Den 26 augusti 1976 släpptes en fullständig rapport om prins Bernhards aktiviteter till en chockad nederländsk allmänhet. Prinsens eget brev från 1974 till Lockheed Corporation publicerades. Han hade krävt att "provisioner" skulle betalas till honom för inköp av holländska statliga flygplan. Detta var ett mycket skadligt bevis på att den man som var generalinspektör för de nederländska väpnade styrkorna hade uppfört sig på ett olämpligt sätt. 
Händelsen hotade att leda till en konstitutionell kris. Även om det i samband med presentationen av slutrapporten ryktades att drottning Juliana skulle ha hotat att abdikera om prinsen åtalades och att deras dotter och kronprinsessan Beatrix skulle ha antytt att hon inte ville efterträda sin mor i det fallet, hittades inga bevis för detta 2016 – efter en sexårig studie av Julianas liv – av sociologen och författaren Jolande Withuis. Statssekreteraren för bostadsfrågor Marcel van Dam (PvdA) hotade att avgå om prinsen inte åtalades, som en vanlig medborgare skulle ha gjort. Regeringen trodde dock inte att en konstitutionell kris skulle vara lämplig. Den Uyl lyckades nå en kompromiss. Av respekt för drottning Juliana väckte regeringen inga åtal mot Bernhard.
Det beslöts att inte heller ta ärendet till domstol, men för att tillfredsställa rättskänslan ombads Bernhard att avgå från sina befattningar i den nederländska försvarsmakten, inklusive posten som generalinspektör, samt att avsäga sig alla befattningar han innehade i affärsvärlden. Till exempel avgick han från ordförandeskapet för Bilderbergkonferensen. Dessutom fick han rådet att avstå från att bära militäruniform offentligt i framtiden. Den Uyl kunde inte förbjuda honom att göra det senare, eftersom varje före detta soldat har rätt att bära hans uniform. Det slutade med att Bernhard fortfarande bar militäruniform några gånger, men alltid efter samråd med premiärministern, till exempel när han deltog i begravningen av Lord Mountbatten i London 1979. År 1991, på sin åttioårsdag, fick han tillåtelse av den dåvarande premiärministern Ruud Lubbers att alltid bära militäruniform vid lämpliga tillfällen, men han använde det sällan. Han valde att begravas i uniform.
I slutändan blev han inte avskedad som generalinspektör, utan gavs möjlighet att själv avgå från den tjänsten på Julianas begäran. Premiärminister den Uyl gjorde ett uttalande i parlamentet och berättade för delegaterna att prinsen också skulle avgå från sina olika högprofilerade positioner inom företag, välgörenhetsorganisationer och andra institutioner. De nederländska generalstaterna röstade mot åtal. Prins Bernhard lämnade över ordförandeskapet i den internationella Världsnaturfonden till prins Philip, hertig av Edinburgh.
I en intervju med journalisten Martin van Amerongen som publicerades i veckotidningen De Groene Amsterdammer efter hans död, den 14 december 2004, erkände prins Bernhard att han hade tagit emot mer än en miljon dollar i mutor från Lockheed. Han erkände att det var ett misstag och hävdade att alla pengar gick till WWF. Han sade: "Jag har accepterat att ordet Lockheed kommer att ristas in på min gravsten." Han bekräftade också att han hade blivit far till två utomäktenskapliga döttrar.
I februari 2008 hävdade Joop den Uyls biografi att den officiella rapporten som utredde Lockheeds mutskandal också innehöll bevis för att prinsen hade tagit emot pengar från ännu ett flyg- och rymdföretag: Northrop. Den tidigare premiärministern hävdade att han inte hade offentliggjort informationen eftersom åtal annars skulle ha blivit oundvikligt och drottning Juliana skulle ha tvingats att abdikera.

#### Projekt Lock
1988 sålde prins Bernhard och prinsessan Juliana två målningar från sin personliga samling för att samla in pengar till Världsnaturfonden. Målningarna såldes för 700 000 pund, som sattes in på ett schweiziskt WWF-bankkonto. År 1989 överförde dock Charles de Haes, generaldirektör för WWF, 500 000 pund tillbaka till Bernhard, för vad De Haes kallade ett privat projekt. År 1991 rapporterade tidningarna vad detta privata projekt var: Prins Bernhard hade anlitat KAS International, som ägdes av Special Air Service-grundaren Sir David Stirling, för att använda legosoldater – mestadels brittiska – för att bekämpa tjuvjägare i naturreservat. Den paramilitära gruppen infiltrerade organisationer som tjänade pengar på den illegala handeln med elfenben för att gripa dem. Detta Project Lock verkade dock ha slagit tillbaka enormt. De inhyrda legosoldaterna hade inte bara infiltrerat den illegala handeln, de deltog också i den.
1995 uppmanade Nelson Mandela Kumlebenkommissionen att bland annat utreda WWF:s roll i apartheid-Sydafrika. I rapporten som följde antyddes det att legosoldater från Project Lock hade planerat mord på ANC-medlemmar och att legosoldater hade drivit träningsläger i naturreservaten och tränat soldater från de antikommunistiska grupperna UNITA och Renamo. Prins Bernhard anklagades aldrig för något brott i sammanhanget, men Project Lock-skandalen påverkade prinsens rykte negativt.

#### Ett öppet brev

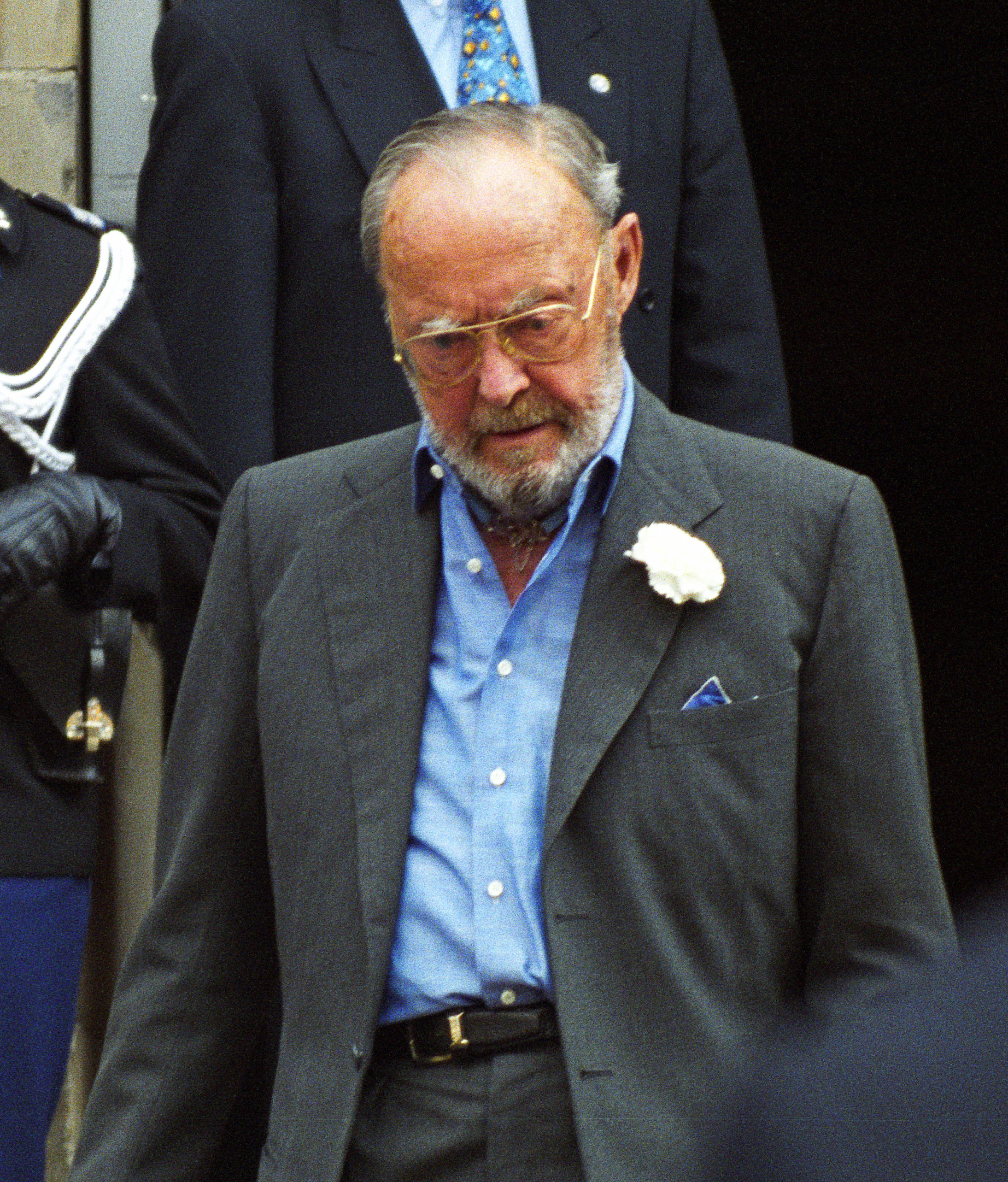
Prins Bernhard 1999

2004 skrev prins Bernhard ett öppet brev till dagstidningen de Volkskrant. Prinsen menade att författarna och journalisterna Jan Kikkert, Tomas Ross, Hans Galesloot och Philip Dröge gått för långt i publiceringar om honom. För att bevisa detta hade han bett den tidigare chefen för den statliga informationstjänsten (RVD), Hans van der Voet, att göra efterforskningar inom fem ämnen:
- Rykten om moderns förmodade utsvävande liv
- Hans mors påstådda nazistiska sympatier
- De två söner som han sägs ha blivit far till i London
- Ett brev som prinsen sägs ha skrivit till Adolf Hitler om sitt guvernörskap i Nederländerna, det så kallade ståthållarbrevet
- Anklagelsen att han skulle ha förrått planerna om slaget om Arnhem.

Van der Voet fann inga bevis för påståendena.

#### Andra kontroverser och rykten
Prins Bernhard fick uppmärksamhet i media när han den 30 oktober 2002 betalade böter till två anställda på Albert Heijn, som dömdes för att ha misshandlat en snattare efter att de gripit honom.
I publikationen HRH: High Stakes at the Court of His Royal Highness från 2009 av historikern Harry Veenendaal och journalisten Jort Kelder hävdas att prinsen 1950 försökte störta den unga regeringen i den nybildade republiken Indonesien och placera sig själv för att leda öarna som vicekung liknande Lord Mountbattens roll i Brittiska Indien. Detta var särskilt kontroversiellt eftersom Nederländerna redan 1949 officiellt hade erkänt sin tidigare koloni som en självständig nation.
En biografi från 2016 av Jolande Withuis om drottning Juliana, med titeln Juliana, innehöll ytterligare rykten, bland annat att Bernhard en gång hade förgripit sig sexuellt på en minderårig, att han hade vägrat att skilja sig från drottningen två gånger och att han senare under deras sista år i livet förbjöd Juliana att träffa honom.

### Sista tiden och död
1994 opererade prinsen bort en tjocktarmstumör och drabbades av svåra komplikationer på grund av andnöd. I december fördes hans dotter drottning Beatrix till sjukhuset direkt efter att hon landat från en resa till Afrika. Till jul hade tanken på döden bleknat och på våren året därpå hade han återhämtat sig tillräckligt för att kunna åka hem. Hans hälsoproblem fortsatte 1998 när han fick en prostatasvullnad och 1999 när han fick svårt att andas och prata. Han deltog dock i sitt barnbarns bröllop, direkt efter att ha genomgått en prostataoperation. År 2000 var hans liv i fara igen när han drabbades av neurologiska komplikationer och fortsatta andningsproblem. Två dagar efter intensiv läkarvård gick Kungliga presstjänsten ut med ett uttalande: Prinsen läste tidningar igen.

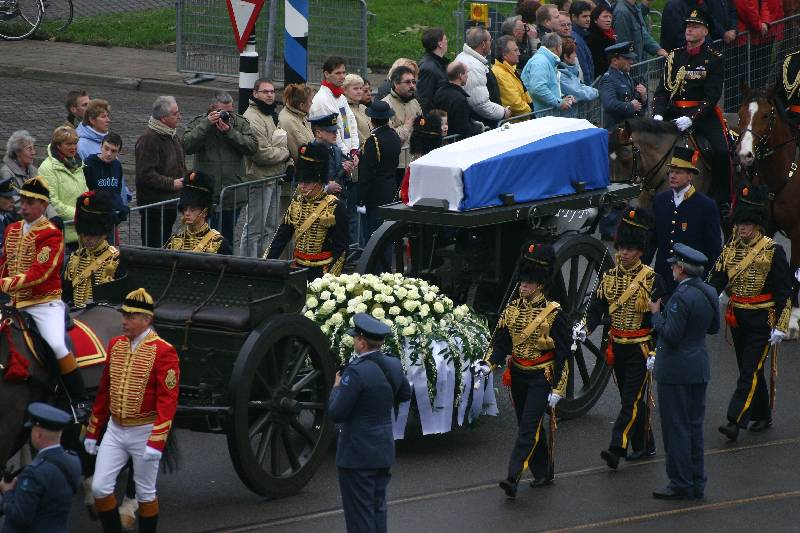
Statsbegravningen av prins Bernhard i Delft den 11 december 2004.

Under de följande åren fortsatte Bernhard att framträda vid militärparaderna på den nationella befrielsedagen för att fira Nazitysklands nederlag. Det var först när Juliana dog i mars 2004 som Bernhard blev mycket bräcklig. In i det sista var det osäkert om han skulle kunna närvara vid den kungliga begravningen. Han tog ett sista farväl av sina krigskamrater på befrielsedagen i maj och i november samma år diagnostiserades han med cancer som inte gick att behandla.
Prins Bernhard dog av lungcancer vid 93 års ålder vid University Medical Center Utrecht i Utrecht den 1 december 2004. Från den 7 till den 9 december hade alla möjlighet att ta farväl i Chapelle Ardente i Noordeinde-palatset. Statsbegravningen ägde rum lördagen den 11 december 2004 i Nieuwe Kerk i Delft. Begravningen skilde sig från prins Claus och drottning Julianas begravning genom att Bernhards kista transporterades på ett kanonunderrede i stället för den traditionella vagnen. Tillsammans med att många militärmarscher spelades och hedersvakter bildades av veteraner från andra världskriget gav detta begravningsprocessionen en militär karaktär som den framlidne prinsen, som var veteran från andra världskriget, hade önskat. Som en sista hyllning till hans tidigare militära roll i det kungliga nederländska flygvapnet genomförde tre moderna F-16 jetjaktplan och ett Spitfire-plan från andra världskriget en låg överflygning under begravningen i en klassisk saknad man-formation. Efter ceremonin begravdes prinsen, buren av soldater från regementets husarer i Boreel, i familjen Oranien-Nassaus gravkrypta. Han begravdes i sin uniform som generalflygare. På egen begäran blev han inte balsamerad.

## Utmärkelser
Asteroiden 2643 Bernhard är uppkallad efter honom.